# Hugh Culber
Hugh Culber   ( - 2256) és un personatge fictici de la sèrie Star Trek: Discovery interpretat per l'actor Wilson Cruz. És l'oficial mèdic de la nau USS Discovery.
És la parella sentimental del tinent Paul Stamets. Es van conèixer en un bar d'Alfa Centauri que Hugh estava cantussejava un òpera kasseliana.
Va ser l'encarregat de tractar a Ash Tyler després que aquest es queixes de malsons i al·lucinacions. Culber va descobrir que l'estructura òssia i els òrgans interns estaven alterats i que la personalitat de Tyler estava barrejada amb alguna altra. Va intentar mantenir sota arrestat a Tyler, però aquest es va rebel·lar i el va matar.
Després es va descobrir que Tyler era de fet el klingon Voq que s'havia sotmès a un procés per semblar-se a un humà.